# Mușenița, Suceava
Mușenița (în germană Muszenitza) este un sat în comuna cu același nume din județul Suceava, Bucovina, România.

### Recensământul din 1930
Componența etnică a comunei Mușenița
     Români (93,7%)
     Germani (3,5%)
     Ruși (0,1%)
     Polonezi (2,7%)
Componența confesională a comunei Mușenița
     Ortodocși (92,5%)
     Romano-catolici (5,7%)
     Greco-catolici (1,8%)
Conform recensământului efectuat în 1930, populația satului Mușenița se ridica la 459 locuitori. Majoritatea locuitorilor erau români (93,7%), cu o minoritate de germani (3,5%), una de ruși (0,1%) și una de polonezi (2,7%). Din punct de vedere confesional, majoritatea locuitorilor erau ortodocși (92,5%), dar existau și romano-catolici (5,7%) și greco-catolici (1,8%).

 Acest articol despre o localitate din județul Suceava este deocamdată un ciot. Puteți ajuta Wikipedia prin completarea lui.